# Бочарников, Аркадий Николаевич

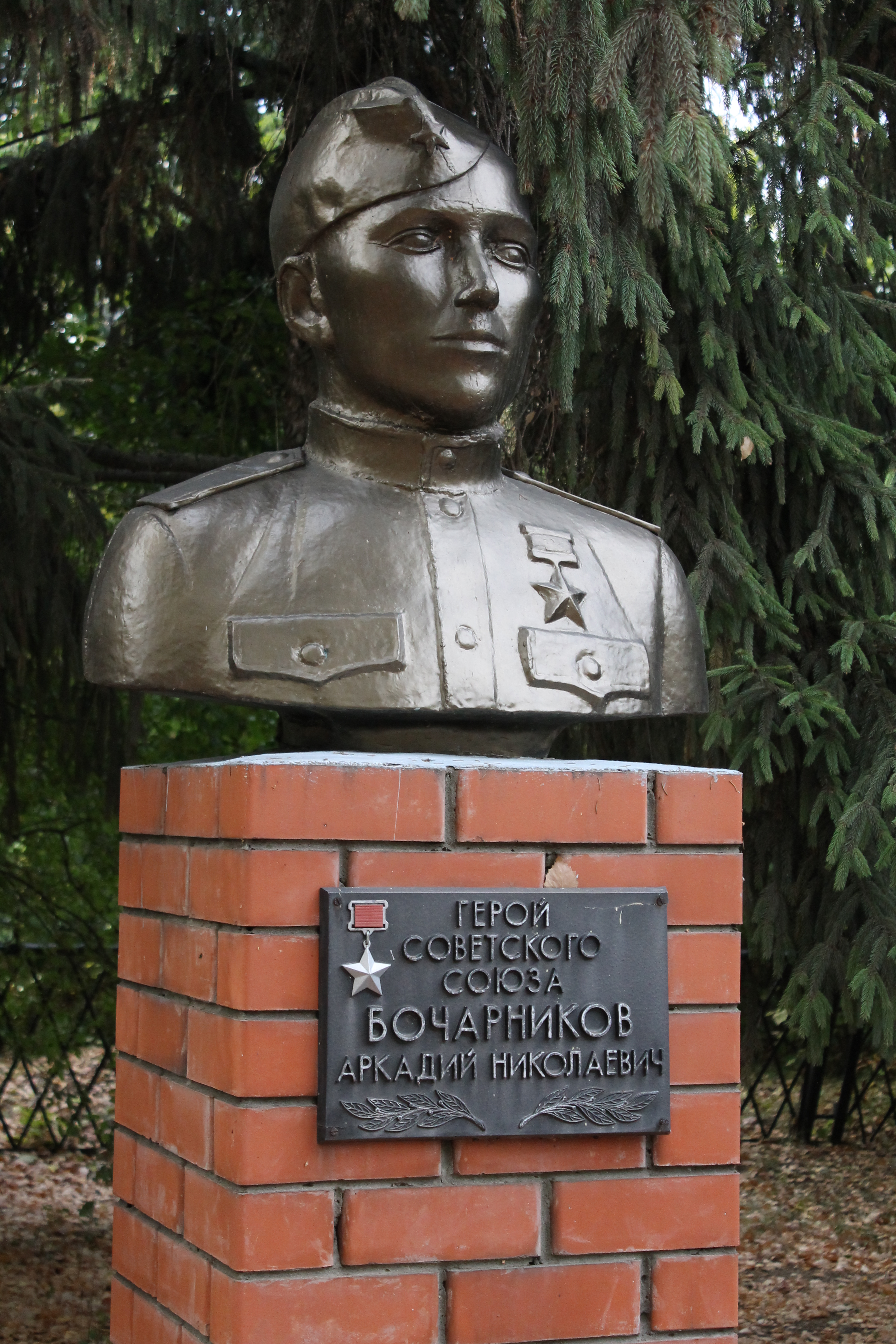

Аркадий Николаевич Бочарников (25 августа 1925, с. Булановка, Курская губерния — 25 октября 1944, вблизи Крижишки, Литовская ССР) — ефрейтор Рабоче-крестьянской Красной Армии, участник Великой Отечественной войны, Герой Советского Союза (1945).

## Биография
Аркадий Бочарников родился 25 августа 1925 года в селе Булановка (ныне — Шебекинский район Белгородской области) в крестьянской семье. Окончил среднюю школу. В начале Великой Отечественной войны не был призван по возрасту и остался на оккупированной территории. После освобождения своего села в феврале 1943 года Бочарников добровольно пошёл на службу в Рабоче-крестьянскую Красную Армию, был зачислен в 533-й истребительно-противотанковый артиллерийский полк, получил специальность наводчика. Отличился уже во время первых своих боёв. Во время отражения вражеской контратаки он огнём своего орудия уничтожил 3 пулемёта противника, за что был награждён медалью «За отвагу». Летом 1944 года Бочарников участвовал в операции «Багратион», в ходе которой уничтожил несколько танков врага. К лету 1944 года ефрейтор Аркадий Бочарников был наводчиком орудия 533-го истребительно-противотанкового артиллерийского полка 61-й армии 1-го Прибалтийского фронта. Отличился во время освобождения Прибалтики.
25 октября 1944 года у деревни Крижишки Мажейкского района Литовской ССР советские подразделения были атакованы мощными немецкими танковыми и пехотными силами при поддержке артиллерии. Бочарников лично подбил два танка «Тигр». Когда орудие вышло из строя, Бочарников укрылся в окопе и противотанковой гранатой уничтожил ещё один танк. Погиб, когда на окоп наехал один из танков противника. Похоронен на военном кладбище в городе Сяда (ныне — Литва).
Указом Президиума Верховного Совета СССР от 24 марта 1945 года за «образцовое выполнение боевых заданий командования на фронте борьбы с немецко-фашистскими захватчиками и проявленные при этом отвагу и геройство» ефрейтор Аркадий Бочарников посмертно был удостоен высокого звания Героя Советского Союза. Также был награждён орденом Ленина. Навечно зачислен в списки воинской части. В честь Бочарникова названа Тёткинская средняя школа в Глушковском районе Курской области.